# Toronto Raptors 2014-2015
La stagione 2014-15 dei Toronto Raptors fu la 20ª nella NBA per la franchigia.
I Toronto Raptors vinsero l'Atlantic Division della Eastern Conference con un record di 49-33. Nei play-off persero al primo turno con i Washington Wizards (4-0)

## Scelta draft
| Giro | Chiamata | Giocatore       | Ruolo | Nazionalità | College/Club  |
| ---- | -------- | --------------- | ----- | ----------- | ------------- |
| 1    | 20       | Bruno Caboclo   | AP    | Brasile     | Pinheiros     |
| 2    | 37       | DeAndre Daniels | AP    | Stati Uniti | UConn Huskies |
| 2    | 59       | Xavier Thames   | PM    | Stati Uniti | SDSU Aztecs   |

## Roster
| N° | Naz.                   | Ruolo | Sportivo          |      | Alt. |     |
| -- | ---------------------- | ----- | ----------------- | ---- | ---- | --- |
| 2  | Stati Uniti (bandiera) | A     | Landry Fields     | 1988 | 201  | 95  |
| 3  | Stati Uniti (bandiera) | A     | James Johnson     | 1987 | 206  | 112 |
| 5  | Brasile (bandiera)     | A     | Bruno Caboclo     | 1995 | 206  | 91  |
| 7  | Stati Uniti (bandiera) | G     | Kyle Lowry        | 1986 | 183  | 79  |
| 10 | Stati Uniti (bandiera) | G     | DeMar DeRozan     | 1989 | 201  | 100 |
| 15 | Stati Uniti (bandiera) | A     | Amir Johnson      | 1987 | 206  | 95  |
| 17 | Lituania (bandiera)    | C     | Jonas Valančiūnas | 1992 | 211  | 105 |
| 21 | Venezuela (bandiera)   | G     | Greivis Vásquez   | 1987 | 198  | 91  |
| 23 | Stati Uniti (bandiera) | G     | Lou Williams      | 1986 | 188  | 79  |
| 31 | Stati Uniti (bandiera) | G     | Terrence Ross     | 1991 | 198  | 88  |
| 34 | Stati Uniti (bandiera) | C     | Greg Stiemsma     | 1985 | 211  | 118 |
| 44 | Stati Uniti (bandiera) | AC    | Chuck Hayes       | 1983 | 198  | 109 |
| 50 | Stati Uniti (bandiera) | A     | Tyler Hansbrough  | 1985 | 206  | 113 |
| 54 | Stati Uniti (bandiera) | A     | Patrick Patterson | 1989 | 206  | 107 |
| 92 | Brasile (bandiera)     | C     | Lucas Nogueira    | 1992 | 213  | 100 |

## Staff tecnico
- Allenatore: Dwane Casey
- Vice-allenatori: Bill Bayno, Nick Nurse, Jesse Mermuys, Tom Sterner, Jamaal Magloire, Jama Mahlalela, Alex McKechnie
- Preparatore atletico: Scott McCullough